# Parigi-Nizza 1972
La Parigi-Nizza 1972, trentesima edizione della corsa, si svolse dal 9 al 16 marzo 1972 su un percorso di 1208,9 km ripartiti in sette tappe (la quarta e la settima suddivise in due semitappe) più un cronoprologo. Fu vinta dal francese Raymond Poulidor della Gan-Mercier-Hutchinson che si impose in 31h43'57" davanti al belga Eddy Merckx e allo spagnolo Luis Ocaña.

## Tappe
| Tappa  | Data     | Percorso                              | km     | Vincitore di tappa | Leader cl. generale |
| ------ | -------- | ------------------------------------- | ------ | ------------------ | ------------------- |
| Prol.  | 9 marzo  | Dourdan (cron. individuale)           | 1,7    | Eddy Merckx        | Eddy Merckx         |
| 1ª     | 10 marzo | Dourdan > Vierzon                     | 184    | Eric Leman         | Eric Leman          |
| 2ª     | 11 marzo | Vierzon > Autun                       | 214    | Eddy Merckx        | Eddy Merckx         |
| 3ª     | 12 marzo | Autun > Saint-Étienne                 | 209    | Eric Leman         | Eddy Merckx         |
| 4ª-1ª  | 13 marzo | Saint-Étienne > Valence               | 88     | André Dierickx     | Eddy Merckx         |
| 4ª-2ª  | 13 marzo | Valence (cron. a squadre)             | 4,9    | Rokado             | Eddy Merckx         |
| 5ª     | 14 marzo | Valence > Manosque                    | 175    | Eddy Merckx        | Eddy Merckx         |
| 6ª     | 15 marzo | Manosque > Le Castellet               | 190    | Jean-Pierre Genet  | Eddy Merckx         |
| 7ª-1ª  | 16 marzo | Hyères > Nizza                        | 153    | Eddy Peelman       | Eddy Merckx         |
| 7ª-2ª  | 16 marzo | Nizza > Col d'Èze (cron. individuale) | 9,5    | Raymond Poulidor   | Raymond Poulidor    |
| Totale | Totale   | Totale                                | 1208,9 |                    |                     |

## Dettagli delle tappe

### Prologo
- 9 marzo: Dourdan > Dourdan (cron. individuale) – 1 km

| Pos. | Corridore        | Squadra | Tempo |
| ---- | ---------------- | ------- | ----- |
| 1    | Eddy Merckx      | Molteni | 2'41" |
| 2    | Raymond Poulidor | Gan     | a 6"  |
| 3    | Gerben Karstens  | Rokado  | a 8"  |

| Pos. | Corridore   | Squadra | Tempo |
| ---- | ----------- | ------- | ----- |
| 1    | Eddy Merckx | Molteni |       |

### 1ª tappa
- 10 marzo: Dourdan > Vierzon – 184 km

| Pos. | Corridore            | Squadra | Tempo    |
| ---- | -------------------- | ------- | -------- |
| 1    | Eric Leman           | Bic     | 3h57'15" |
| 2    | Gerben Karstens      | Rokado  | s.t.     |
| 3    | Daniel Van Ryckeghem | Sonolor | s.t.     |

| Pos. | Corridore  | Squadra | Tempo |
| ---- | ---------- | ------- | ----- |
| 1    | Eric Leman | Bic     |       |

### 2ª tappa
- 11 marzo: Vierzon > Autun – 214 km

| Pos. | Corridore        | Squadra | Tempo    |
| ---- | ---------------- | ------- | -------- |
| 1    | Eddy Merckx      | Molteni | 5h50'32" |
| 2    | Raymond Poulidor | Gan     | a 3"     |
| 3    | Jacques Cadiou   | Gan     | a 7"     |

| Pos. | Corridore   | Squadra | Tempo |
| ---- | ----------- | ------- | ----- |
| 1    | Eddy Merckx | Molteni |       |

### 3ª tappa
- 12 marzo: Autun > Saint-Étienne – 209 km

| Pos. | Corridore            | Squadra | Tempo    |
| ---- | -------------------- | ------- | -------- |
| 1    | Eric Leman           | Bic     | 5h20'00" |
| 2    | Barry Hoban          | Gan     | s.t.     |
| 3    | Daniel Van Ryckeghem | Sonolor | s.t.     |

| Pos. | Corridore   | Squadra | Tempo |
| ---- | ----------- | ------- | ----- |
| 1    | Eddy Merckx | Molteni |       |

### 4ª tappa - 1ª semitappa
- 13 marzo: Saint-Étienne > Valence – 88 km

| Pos. | Corridore      | Squadra    | Tempo    |
| ---- | -------------- | ---------- | -------- |
| 1    | André Dierickx | Beaulieu   | 2h05'08" |
| 2    | Rolf Wolfshohl | Rokado     | s.t.     |
| 3    | Willy De Geest | Van Cauter | s.t.     |

| Pos. | Corridore   | Squadra | Tempo |
| ---- | ----------- | ------- | ----- |
| 1    | Eddy Merckx | Molteni |       |

### 4ª tappa - 2ª semitappa
- 13 marzo: Valence > Valence (cron. a squadre) – 4 km

| Pos. | Squadra         | Tempo |
| ---- | --------------- | ----- |
| 1    | Rokado          | 6'21" |
| 2    | Sonolor-Lejeune | s.t.  |
| 3    | Werner          | a 1"  |

| Pos. | Corridore   | Squadra | Tempo |
| ---- | ----------- | ------- | ----- |
| 1    | Eddy Merckx | Molteni |       |

### 5ª tappa
- 14 marzo: Valence > Manosque – 175 km

| Pos. | Corridore        | Squadra | Tempo    |
| ---- | ---------------- | ------- | -------- |
| 1    | Eddy Merckx      | Molteni | 5h17'59" |
| 2    | Luis Ocaña       | Bic     | a 5"     |
| 3    | Raymond Poulidor | Gan     | s.t.     |

| Pos. | Corridore   | Squadra | Tempo |
| ---- | ----------- | ------- | ----- |
| 1    | Eddy Merckx | Molteni |       |

### 6ª tappa
- 15 marzo: Manosque > Castellet – 190 km

| Pos. | Corridore            | Squadra    | Tempo    |
| ---- | -------------------- | ---------- | -------- |
| 1    | Jean-Pierre Genet    | Gan        | 5h13'27" |
| 2    | Ward Janssens        | Van Cauter | s.t.     |
| 3    | Daniel Van Ryckeghem | Sonolor    | a 25"    |

| Pos. | Corridore   | Squadra | Tempo |
| ---- | ----------- | ------- | ----- |
| 1    | Eddy Merckx | Molteni |       |

### 7ª tappa - 1ª semitappa
- 16 marzo: Hyères > Nizza – 153 km

| Pos. | Corridore            | Squadra | Tempo    |
| ---- | -------------------- | ------- | -------- |
| 1    | Eddy Peelman         | Gan     | 3h38'58" |
| 2    | Gerben Karstens      | Rokado  | s.t.     |
| 3    | Daniel Van Ryckeghem | Sonolor | s.t.     |

| Pos. | Corridore   | Squadra | Tempo |
| ---- | ----------- | ------- | ----- |
| 1    | Eddy Merckx | Molteni |       |

### 7ª tappa - 2ª semitappa
- 16 marzo: Nizza > Col d'Èze (cron. individuale) – 9 km

| Pos. | Corridore        | Squadra | Tempo  |
| ---- | ---------------- | ------- | ------ |
| 1    | Raymond Poulidor | Gan     | 20'04" |
| 2    | Eddy Merckx      | Molteni | a 22"  |
| 3    | Raymond Delisle  | Peugeot | a 37"  |

| Pos. | Corridore        | Squadra | Tempo     |
| ---- | ---------------- | ------- | --------- |
| 1    | Raymond Poulidor | Gan     | 31h43'57" |
| 2    | Eddy Merckx      | Molteni | a 6"      |
| 3    | Luis Ocaña       | Bic     | a 52"     |

## Classifiche finali

### Classifica generale
| Pos. | Corridore         | Squadra                          | Tempo     |
| ---- | ----------------- | -------------------------------- | --------- |
| 1    | Raymond Poulidor  | Gan-Mercier-Hutchinson           | 31h43'57" |
| 2    | Eddy Merckx       | Molteni                          | a 6"      |
| 3    | Luis Ocaña        | Bic                              | a 52"     |
| 4    | Raymond Delisle   | Peugeot-BP-Michelin              | a 1'15"   |
| 5    | Miguel María Lasa | KAS                              | a 1'19"   |
| 6    | Leif Mortensen    | Bic                              | a 1'35"   |
| 7    | Roger Pingeon     | Peugeot-BP-Michelin              | a 1'41"   |
| 8    | Willy De Geest    | Van Cauter-Magniflex-de Gribaldy | a 1'44"   |
| 9    | Yves Hézard       | Sonolor-Lejeune                  | a 1'49"   |
| 10   | Joop Zoetemelk    | Beaulieu-Flandria                | a 1'51"   |